# Garrulax
Garrulax – rodzaj ptaków z rodziny pekińczyków (Leiotrichidae).

## Zasięg występowania
Rodzaj obejmuje gatunki występujące w Azji.

## Morfologia
Długość ciała 21–31,5 cm; masa ciała 49–142 g.

## Systematyka
Rodzaj zdefiniował w 1831 roku francuski chirurg i zoolog René Lesson w publikacji własnego autorstwa poświęconej ornitologii. Lesson wymienił trzy gatunki – Garrulax belangeri Lesson, 1831, Garrulax rufifrons Lesson, 1831 i Garrulax azureus Lesson, 1831 (= Myophoneus horsfieldii Vigors, 1831) – z których gatunkiem typowym jest (późniejsze oznaczenie)  Garrulax rufifrons Lesson, 1831 (sójkowiec rdzawoczelny).

### Etymologia
- Garrulax (Garrulaxis, Ganulaxis): Rodzaj Garrulus Brisson, 1760, sójka; łac. -ax ‘skłaniając się ku’ (por. łac. garrulus ‘paplanie’, od garrire ‘paplać)[9].
- Leucodioptron: gr. λευκος leukos ‘biały’; διοπτρον dioptron ‘sposób widzenia, optyczny’ (tj. ‘okulary’)[10]. Gatunek typowy (oryginalne oznaczenie): Turdus canorus Linnaeus, 1758.
- Stactocichla: gr. στακτος staktos ‘kapanie’, od σταζω stazō ‘kapać’; κιχλη kikhlē ‘drozd’[11]. Gatunek typowy (oznaczenie monotypowe): Garrulax merulinus Blyth, 1851.

### Podział systematyczny
Do rodzaju należą następujące gatunki:
- Garrulax canorus (Linnaeus, 1758) – sójkowiec białooki
- Garrulax taewanus Swinhoe, 1859 – sójkowiec smugowany
- Garrulax merulinus Blyth, 1851 – sójkowiec plamisty
- Garrulax monileger (Hodgson, 1836) – sójkowiec naszyjnikowy
- Garrulax rufifrons Lesson, 1831 – sójkowiec rdzawoczelny
- Garrulax palliatus (Bonaparte, 1850) – sójkowiec szarogłowy
- Garrulax leucolophus (Hardwicke, 1816) – sójkowiec białoczuby
- Garrulax bicolor Hartlaub, 1844 – sójkowiec białogłowy
- Garrulax milleti Robinson & Kloss, 1919 – sójkowiec kapturowy
- Garrulax maesi (Oustalet, 1890) – sójkowiec szary
- Garrulax strepitans Blyth, 1855 – sójkowiec białoszyi
- Garrulax ferrarius Riley, 1930 – sójkowiec kambodżański